# Ganoderma tsugae
Ganoderme de la pruche
Espèce
Le Ganoderme de la pruche, Ganoderma tsugae, est une espèce de champignons basidiomycètes  de la famille des Ganodermataceae.